# Jason Scott Lee
Jason Scott Lee (Los Angeles, California, EUA, 19 de novembro de 1966) é um ator e artista marcial, quem talvez seja mais conhecido por seus papéis como Bruce Lee (sem parentesco) no filme Dragon: The Bruce Lee Story  (1993) e Mowgli na adaptação live-action  do livro The Jungle Book lançado em 1994 pela Disney.

## Vida pessoal
Jason Scott Lee nasceu em Los Angeles, Califórnia. Ele foi criado no Havaí e tem ascendência havaiana e chinesa. Ele se interessou por teatro quando começou a estudar na High School e floresceu mais quando se registrou na faculdade de Fullerton, onde estudou sob instrução de Sal Romeo.

## Biografia
Lee começou sua carreira de ator com pequenos papéis em Born in East L. A. (1987) e Back to the Future Part II (1989). Ele desempenhou seu primeiro papel principal, retratando Bruce Lee no filme biográfico Dragon: The Bruce Lee Story de 1993. Lee treinou na arte marcial de Bruce Lee, Jeet Kune Do, desde que retratou Lee e continua a treinar e se tornou um instrutor certificado pelo ex-aluno de Bruce Lee, Jerry Poteet. Ele desempenhou papéis principais em outros filmes, como Map of the Human Heart (1993) e Rapa-Nui (1994). Ele estrelou como Mowgli na adaptação live-action de 1994 de The Jungle Book de Rudyard Kipling, com Lena Headey e John Cleese. Lee foi originalmente considerado para o papel de Liu Kang no filme Mortal Kombat de 1995, mas Lee recusou o papel e foi substituído por Robin Shou. Lee interpretou Caine 607 no filme Soldier de 1998, junto com Kurt Russell e o diretor de filmes de Mortal Kombat, Paul Anderson. Em 2000, ele interpretou Aladim na minissérie Arabian Nights. Ele fez voz original para o filme de aventura e animação da Disney Lilo & Stitch de 2002.
Lee passou a aparecer em vários filmes diretamente em vídeo, como Dracula II: Ascension (2001), Timecop 2: The Berlin Decision (2003) e The Prophecy: Forsaken (2005). Lee está entre os atores, produtores e diretores entrevistados no documentário The Slanted Screen (2006), dirigido por Jeff Adachi, sobre a representação de homens asiáticos e asiáticos americanos em Hollywood.
Lee interpretou Eddie no filme de comédia esportiva Balls of Fury de 2007, em seu primeiro filme para os cinemas desde 2002. Lee atuou como O Rei do Sião no musical Rodgers e Hammerstein, The King and I, em uma produção no London Palladium em 2000, ao lado de Elaine Paige. Lee fez sua estréia na ópera no papel de não-cantor de Pasha Selim na produção O Rapto do Serralho de  Mozart feita pelo teatro de ópera do Havaí no Seraglio no Blaisdell Concert Hall em Honolulu em fevereiro de 2009.
Lee também atuaria como O Rei de Sião na produção de The King and I da Opera Australia em 2014, em Melbourne, ao lado de Lisa McCune, mas ficou ferido e Lou Diamond Phillips teve que assumir seu papel.
Em 2016, Lee interpretou Hades Dai em Crouching Tiger, Hidden Dragon: Sword of Destiny. Em 2019, ele fez a voz do personagem principal, The Swordsman, do curta-metragem de Kevin McTurk, The Haunted Swordsman.

## Filmografia
- Lilo & Stitch - 2025
- Mulan - 2020
- Crouching Tiger, Hidden Dragon: Sword of Destiny  (O Tigre e o Dragão: A Lenda Verde) - 2016
- Seventh Son (O Sétimo Filho) - 2014
- Balls of Fury - 2007 (Bolas em Fúria)
- The Prophecy: Forsaken - 2005 (A Profecia: Renegados)
- Lilo & Stitch 2: Stitch Has a Glitch (2005) (voz)
- Dracula III: Legacy (2005)
- Nomad (2005)
- Only the Brave - 2005 (Apenas o Bravo)
- Timecop 2
- Dracula II: Ascension (2003)
- Arabian Nights - 2000 (Noites na Arábia)
- Soldier (1998) (br: Soldado do futuro)
- Tale of the Mummy (1998)
- Murder in Mind - 1997 (Assassinato em Mente)
- The Jungle Book - 1994 (O Livro da Selva)
- Rapa Nui  (1994)
- Dragon: The Bruce Lee Story - 1993 (Dragão: A História de Bruce Lee)
- Map of the Human Heart - 1993 (Mapa do Coração)
- Ghoulies III: Ghoulies Go to College - 1991 (Ghoulies vai a Faculdade) .... Kyle
- Back to the Future Part II (1989)
- Born in East L. A. (1987)